# Ar-Raqqà
Ar-Raqqà o Rakka (àrab: الرقة, ar-Raqqa, també transcrit Al-Rakka, al-Raqqa, ar-Raqqa o ar-Rakka) és una ciutat de Síria a la riba de l'Eufrates, a la part nord, a la confluència amb el Balikh, a uns 160 km a l'est d'Alep. És capital de la governació d'Ar-Raqqà i centre històric del Diyar Mudar (part occidental d'Al-Jazira). La seva població estimada el 2008 era de 191.784 habitants.

## Història
Hi ha restes d'assentaments als dos costats del riu, a Tall Zaydan i a Tall al-Bia, aquest segon correspon a la històrica ciutat de Tuttul, que ha estat excavada des de 1980. Seleuc I Nicàtor (301-281 aC) va fundar al sud del Tall al-Bia la ciutat de Niképhorion, que després va engrandir Seleuc II Cal·linic (247-266 aC) quan va canviar el seu nom a Cal·linic (grec antic: Καλλίνικος, Kallínikos). Fou destruïda pels perses sassànides (Còsroes I) el 542, però Justinià I (527-565) la va restaurar en el seu programa de fortificació de la frontera. Fou conquerida pels àrabs musulmans manats per Iyad ibn Ghanm el 639 o 640. Iyad fou el primer governador d'Al-Jazira. La ciutat va prendre el nom d'al-Rakka i el següent governador Said ibn Amir ibn Hidhyam hi va construir una mesquita, que després fou engrandida fins a agafar grans proporcions. El 656 Ali ibn Abi-Tàlib va creuar l'Eufrates a al-Rakka per anar a Siffin. A 45 km a l'oest de la població hi ha les tombes dels partidaris d'Alí al poble d'Abu Hurayra enfront de Kalat Djabar, lloc de pelegrinatge xiïta.
Sota els omeies va tenir una guarnició que sovint va participar en les lluites pel control d'Al Jazira. La comunitat cristiana no fou inquietada i va tenir un bisbe fins al segle xii, i hi havia almenys quatre monestirs a la zona, el principal n'era el de Dayr Zakka. També hi havia una comunitat jueva (que existia encara el 1167 quan va visitar la ciutat Benjamí de Tudela).
Sota els primers abbàssides es va crear una població nova de bell nou a uns 200 metres a l'oest, que es va dir al-Rafika ('La Companya') segons al-Tabari el 770/771 i engrandida pel seu fill i hereu (i després successor). S'hi va construir també una gran mesquita. Unides al-Rakka i al-Rafika, fou llavors una ciutat excepcionalment gran, gairebé de la mateixa mida que Damasc, i es considera que a Mesopotàmia només la superava Bagdad. Harun ar-Raixid la va triar com a residència el 796 i hi va viure fins al 808, i en aquest temps era la capital del califat. El complex califal de la ciutat tenia 10 km² i la fotografia aèria revela les seves construccions en què la residència del califa era al mig. El complex fou excavat des de 1944, i les prospeccions van durar fins al 1958 i posaren a la llum diversos palaus. Noves excavacions es van fer del 1966 al 1970 i de 1982 a 1992. A 8 km a l'oest hi havia un monument anomenat Hirakla que sembla construït per commemorar la conquesta que Harun ar-Raixid va fer d'Heraclea als romans d'Orient el 806. El 808 Harun va anar al Khorasan i va morir a Tus (809) i l'Hirakla no fou acabada. Després ja només fou capital d'Al-Jazira fins a la meitat del segle x. Un incendi causat per una revolta la va afectar el 813 i al-Mamun hi va enviar el general Tahir al-Husayn amb el càrrec de governador d'Al-Jazira, a qui després va seguir el seu fill Abd Allah Abu l-Abbas ibn Tahir fins al 825/826, en què fou nomenat governador d'Egipte. La ciutat va ser objecte d'algunes restauracions segurament el 838, en ocasió de l'expedició a territori romà d'Orient en la qual es va conquerir Amòrion (Amorion en grec, Amoriyya en àrab). La superfície habitada va minvar però al-Rakka encara era la segona ciutat després de Bagdad i era el lloc on acabaven els califes exiliats o refugiats, com al-Mustain (865), al-Mutamid (882), al-Mutadid (899 i 900) i al-Muttaki (944). La decadència del poder califal va afectar igualment la ciutat.
El 942 va passar a mans dels hamdànides. Fou objecte de litigi entre els emirs hamdànides de Mossul i Alep i sembla que Sayf al-Dawla (945-967) la va atacar i destruir en part (també va devastar Al-Jazira). La ciutat d'al-Rakka on era l'antiga Neképhorion fou destruïda pel foc el 944 i progressivament es va despoblar. Després dels hamdànides va seguir un segle molt agitat en què el govern d'al-Rakka fou disputat pels numàyrides, mirdàsides i ukàylides. La població d'al-Rakka va emigrar i cada vegada hi vivia menys gent, encara que molts es traslladaven a la part d'al-Rafika; tant és així que aquesta va acabar prenent el nom d'al-Rakka.
El 1135 fou conquerida per Imad al-Din Zengi. Llavors la ciutat va començar a recuperar importància. El 1146 Zengi fou assassinat al setge de Kalat Djabar i encara que primer fou portat a Siffin va acabar enterrat en un mausoleu al barri de Mashhad d'al-Rakka. El visir del difunt, Djamal al-Din Muhammad al-Isfahani, va proclamar a al-Rakka el seu fill Nur al-Din Mahmud (1146-1174) que va dominar l'emirat d'Alep. La gran mesquita abbàssida d'al-Rafika fou restaurada (1146/1147 i altre cop el 1158). El 1182 va passar als aiúbides sota Saladí. Al-Adil I hi va residir. Des del 1200 governava el seu fill Al-Àwhad Ayyub, que el 1207 va rebre aquest territori del seu pare, però llavors residia a Haran i el 1207 també va residir a Akhlat fins a 1211; el 1211 va passar a governar el seu germà Xihab-ad-Din Ghazi ibn al-Àdil (1211-1245) i després el seu fill al-Kàmil ibn Xihab-ad-Din (1245-1260). Van resistir atacs del Soldanat de Rum i de les bandes de khwarizmites, però finalment els aiúbides foren eliminats pels mongols que van envair la zona el 1259-1260. La zona va passar als mamelucs egipcis, però el poblament urbà va recular quan el 1265 es va ordenar destruir totes les poblacions de l'Eufrates mitjà incloent al-Rakka, per raons estratègiques.
Durant tot el període mameluc al-Rakka va restar gairebé sense habitar; després de la conquesta otomana el 1517 la població es va utilitzar com a posició militar; sota Solimà I el Magnífic (1520-1566) fou declarada capital d'una província, segurament en record de la seva antiga glòria, ja que no podia ser gaire important. Un castell i altres edificis foren restaurats, però després d'alguns atacs kurds i turcmans la capital de la província fou traslladada a Urfa (antiga al-Ruha) a uns 135 km al nord. L'hivern del 1649 la va visitar Evliya Çelebi, i diu que estava gairebé deserta a causa d'algunes incursions recents, però les ruïnes de la seva grandesa encara eren visibles.
Al final del segle xix el lloc fou repoblat per txerquessos que hi va establir el govern otomà. La població va créixer lentament però constant, i a la meitat del segle xx tenia uns 5.000 habitants. Després la reactivació de l'agricultura a l'àrea va provocar-ne un augment considerable. Vers el 1960 es va crear la província o governació d'al-Rashid (per partició de la província de l'Eufrates en al-Rashid i Dayr az-Zawr) i el 1963 fou declarada capital i la governació prengué el nom d'al-Rakka. El 1981 ja tenia 90.000 habitants.